# Basket Case 3: The Progeny
Basket Case 3: The Progeny è un film del 1991 diretto da Frank Henenlotter,  terzo e ultimo capitolo della serie di "Basket Case".

## Trama
Il film riprende dove il film precedente era terminato. Dopo il tentativo di cucire il suo ex mostruoso gemello Belial, Duane Bradley ne viene riseparato e viene imprigionato in una stanza blindata con una camicia di forza nella casa di Nonna Ruth. Dopo diversi mesi, Duane viene liberato da Nonna Ruth, che sta preparando un viaggio fino alla casa dell'ex marito, il dottor Hal Rockvell, che aiuterà a far nascere i figli di Eve, la compagna di Belial. Prima del viaggio, Nonna Ruth raccomanda a Duane di star lontano da Belial.
Mentre stanno viaggiando su un autobus per andare a casa di Hal, il gruppo si ferma in una drogheria, dove Nonna Ruth fa conoscenza dello sceriffo Andrew Griffin, mentre Duane, tentando di evadere dall'autobus, incontra la figlia dello sceriffo, Opal, e lui cerca di convincerla ad aiutare lui e Belial a fuggire. Prima che Duane possa parlare con Opal, Nonna Ruth ritorna e fa ripartire l'autobus dopo aver avuto una discussione con lo sceriffo Griffin.
Infine raggiungono la casa di Hal e Duane scappa via da una finestra dopo la decisione di Nonna Ruth di toglierli la camicia di forza; mentre Duane viene imprigionato da Opal e da alcuni agenti di polizia nella prigione locale, Eve si prepara a partorire, cosa alquanto complicata dal fatto che Belial, alla vista dei macchinari d'ospedale, gli riviene in mente il ricordo della separazione da Duane e comincia a malmenare Hal. Dopo che Belial viene sedato, Eve riesce a partorire i suoi dodici figli grazie alla supervisione di Little Hal, il figlio deforme di Hal e Ruth (anche lui è un freak, in quanto ha l'aspetto di un blob con molte braccia). Dopo la nascita dei figli di Belial e Eve, i vice-sceriffo Bailey e Baxter irrompono nella casa di Hal dopo essersi resi conto che c'è una ricompensa di un milione di dollari per la cattura di Belial e Duane. Mentre i freak festeggiano, Bailey e Baxter trovano i piccoli e uccidono Eve scambiandola per Belial e scappano.
Alla fine Bailey e Baxter tornano alla stazione di polizia con i piccoli e lo sceriffo Griffin decide di andare alla casa di Hal, lasciando gli agenti Brannon, Banner e Brody al comando della stazione. Lo sceriffo Griffin arriva alla casa proprio nel bel mezzo del lutto per la morte di Eve e Griffin, disturbato dalla presenza dei freak e di Little Hal, fa ritorno alla stazione, dove Belial si era introdotto poco prima. Dopo essere entrato nella stazione di polizia, Belial uccide Brannon, Banner, Baxter e Opal, libera Duane e, poi, i due scappano dalla stazione. Volendo aiutare Belial a recuperare i figli e a compiere la sua vendetta contro lo sceriffo Griffin, Duane e Little Hal costruiscono un esoscheletro robotico per Belial, il quale lo utilizza per uccidere Bailey e Baxter.
Al funerale di Eve, Nonna Ruth chiama a raccolta tutti i freak e si dirigono alla stazione di polizia, dove Griffin, disperato a causa della morte della figlia, offre a loro un accordo: ridarà i figli in cambio di Belial. Nonna Ruth accetta e rivela a Griffin che Belial si trova in una fabbrica abbandonata nella periferia della città.
Arrivato alla fabbrica con i piccoli e un fucile, Griffin viene attaccato da Belial, che è ancora a bordo del suo esoscheletro. La lotta tra i due finisce con Griffin che riesce a far cadere Belial dal suo esoscheletro, ma poi viene ucciso dai figli di Belial.
Infine, con i bambini salvati, Nonna Ruth, Duane, Belial e tutti gli altri freak attaccano un talk show chiamato Renaldo (con Belial che uccide il conduttore) e il film finisce con Nonna Ruth che, parlando davanti all'obiettivo della telecamera, dice al mondo che i freak non rimarranno a lungo nell'ombra e reprimeranno i loro oppressori e finisce il suo discorso dicendo a tutti di avere "una bella giornata".

## Cronologia
- Basket Case (1982)
- Basket Case 2 (1990)
- Basket Case 3: The Progeny (1991)

## Distribuzione
Il film è stato presentato nell'ottobre 1991 al MIFED in Italia. Uscì al cinema il 21 febbraio 1992 e nel giugno del 1992 fu presentato in Italia al Fantafestival.